# Natal'ja Kuzjutina
Natal'ja Kuzjutina (in russo Наталья Юрьевна Кузютина?; Brjansk, 8 maggio 1989) è una judoka russa, vincitrice della medaglia di bronzo nella categoria 52 kg ai Giochi di Rio de Janeiro 2016.

## Palmarès
- Giochi olimpici

Rio de Janeiro 2016: bronzo nei 52 kg.
- Mondiali

Tokyo 2010: bronzo nei 52 kg.
Čeljabinsk 2014: bronzo nei 52 kg.
Budapest 2017: bronzo nei 52 kg.
Tokyo 2019: argento nei 52 kg.
- Europei

Tbilisi 2009: oro nei 52 kg.
Vienna 2010: oro nei 52 kg.
Čeljabinsk 2012: argento nei 52 kg.
Budapest 2013: oro nei 52 kg.
Montpellier 2014: argento nei 52 kg.
Tel Aviv 2018: oro nei 52 kg.
- Giochi europei

Baku 2015: bronzo nei 52 kg.
Minsk 2019: argento nei 52 kg.

### Vittorie nel circuito IJF
| Data             | Località        | Paese    | Categoria     |
| ---------------- | --------------- | -------- | ------------- |
| 7 luglio 2009    | Parigi          | Francia  | Gran Slam     |
| 30 ottobre 2013  | Qingdao         | Cina     | Gran Prix     |
| 21 febbraio 2014 | Düsseldorf      | Germania | Gran Prix     |
| 19 novembre 2014 | Qingdao         | Cina     | Gran Prix     |
| 23 maggio 2015   | Rabat           | Marocco  | World Masters |
| 16 dicembre 2017 | San Pietroburgo | Russia   | World Masters |
| 17 marzo 2018    | Ekaterinburg    | Russia   | Gran Slam     |